# Simulium buissoni
Simulium buissoni är en tvåvingeart som beskrevs av Émile Roubaud 1906. 
Simulium buissoni ingår i släktet Simulium och familjen knott. Inga underarter finns listade i Catalogue of Life.